# ソユーズT-4
ソユーズT-4 (Союз Т-4 / Soyuz T-4) は、ソユーズのミッション。コールサインは「光子」。地球を1178周した。

## 乗組員
- ウラジーミル・コワリョーノク (3) - 機長
- ヴィクトル・サヴィヌイフ (1) - フライトエンジニア

### バックアップ
- ヴャチェスラフ・ズードフ - 機長
- ボリス・アンドレーエフ - フライトエンジニア

## ミッションハイライト
サリュート6号への14回目の飛行である。ミッションコントロールセンターからの電波領域から外れたため、アルゴン・コンピュータの判断で、ステーションへの到着が延期された。5月中旬、コワリョーノクとサヴィヌイフはソユーズT-4のプローブとサリュートの減速用パラシュートを交換した。これは、ソユーズのサリュートへのドッキングによって、プローブを備えたソユーズが地球に帰還できなかった場合の救急用として使用できるか否かを確認する実験であった。